# Carrozzeria Pettenella

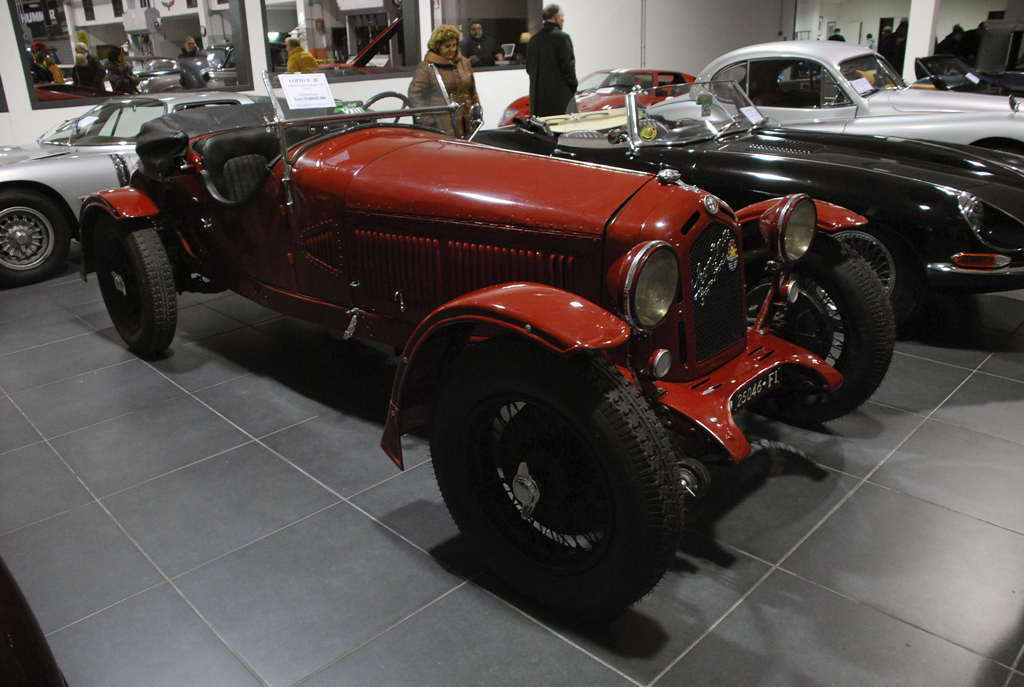
Leontina

Carrozzeria Pettenella war ein italienischer Hersteller von Automobilen. Der Markenname lautete Leontina.

## Unternehmensgeschichte
Das Unternehmen hatte seinen Sitz in Turin. 1973 begann die Produktion von Automobilen. 1976 endete die Produktion. Eine andere Quelle nennt sowohl die Strada Leontina in San Leo als auch die Via Monteponi in Turin und als Bauzeit 1975 bis 1976.

## Fahrzeuge
Das einzige Modell war ein Nachbau des Alfa Romeo 6C 1750 Gran Sport von 1929. Der Leiterrahmen und die Radaufhängung entsprach etwa dem Original, es wurde also keineswegs ein modernes Fahrgestell verwendet. Sogar die Scheibenbremsen wurden unter Attrappen versteckt, die wie zeitgenössische Trommelbremsen aussahen. Für den Antrieb sorgte ein Vierzylindermotor aus einem Alfa Romeo. Der Motor kam entweder vom Alfa Romeo 1750 mit 1779 cm³ Hubraum oder vom Alfa Romeo Alfetta mit 2000 cm³ Hubraum. Das Fünfganggetriebe der Alfetta war in Transaxlebauweise an der Hinterachse montiert.
Eine Quelle gibt an, dass Hunderte von Bestellungen aus den USA sowie 30 aus Japan und etwa 10 aus Kanada vorlagen. Dennoch entstanden nur 14 Fahrzeuge.